# Formostenus townesi
Formostenus townesi là một loài tò vò trong họ Ichneumonidae.